# Aleksander Ivanovič Albreht
Aleksander Ivanovič Albreht (rusko Александр Иванович Альбрехт), ruski general, * 1788, † 1828.
Bil je eden izmed pomembnejših generalov, ki so se borili med Napoleonovo invazijo na Rusijo; posledično je bil njegov portret dodan v Vojaško galerijo Zimskega dvorca.

## Življenje
12. marca 1803 je postal kadet v Konjeniškem gardnem polku; v njegovi sestavi se je udeležil bitke pri Austerlitzu, pri čemer je bil hudo ranjen (prejel je več udarcev s sabljo po glavi in desni roki) ter bil zajet.
Decembra 1809 je postal štabni stotnik v dragonskem polku in bil 11. oktobra 1811 povišan v polkovnika. Naslednje leto je postal poveljnik začasnega gardnega konjeniškega polka.
Kot poveljnik se je večkrat odlikoval in bil 10. maja 1814 povišan v generalmajorja. 9. aprila 1816 je bil imenovan za poveljnika 1. brigade 3. kirasirske divizije in 7. decembra 1817 je postal poveljnik carjevičevega ulanskega polka. 25. septembra 1823 je postal poveljnik Gardne konjeniške divizije Litvanskega samostojnega korpusa.
22. avgusta 1826 je bil povišan v generalporočnika.